# هینبورگ آندر دنو
هینبورگ آندر دنو (به آلمانی: Hainburg an der Donau) یک شهر در اتریش است که در ناحیه بروک آن در لیتا واقع شده‌است. هینبورگ آندر دنو ۶٬۳۷۶ نفر جمعیت دارد.

## خواهرخوانده
شهر ردگاو خواهرخواندهٔ هینبورگ آندر دنو هست.